# Sankei Sports
Sankei Sports (サンケイスポーツ Sankei Supōtsu?) es un diario en japonés publicado por el diario deportivo Sankei Shimbun. En 2002, tuvo una tirada de 1.360.000. El periódico es conocido por su apodo Sanspo (サンスポ San-Supo?).

## Relación de Equipos Deportivos
- Kanto - Tokyo Yakult Swallows
- Kansai - Hanshin Tigers, Orix Buffaloes, Gamba Osaka, Cerezo Osaka
- Tohoku - Tohoku Rakuten Golden Eagles, Vegalta Sendai